# Lev Jan Palda
Lev Jan Palda (vlastním jménem Leopold Palda, 28. října 1847 Vodňany – 9. června 1913 Cedar Rapids, Iowa) byl česko-americký novinář, redaktor prvních krajanských periodik, socialista a spolkový činovník. Byl asi nejvýraznější postavou českoamerického sociálnědemokratického hnutí a pozdějším šéfredaktorem vůbec prvního česky psaného krajanského dělnického periodika, Národní noviny, jejichž vedení roku 1870 v Chicagu převzal. Údajně se mělo jednat o vůbec první sociálnědemokratické médium vzniklé ve Spojených státech.

## Život

### Mládí
Narodil se ve Vodňanech jako Leopold Johannu a Magdaleně Paldovým v jižních Čechách. Zde vychodil obecnou školu a pak studoval na dvouleté reálce. Roku 1865 odešel za bratrem do Saské Kamenice. V Sasku pracoval jako tkadlec hedvábných látek a seznámil se s myšlenkami demokratického socialismu, ke kterým se přimkl. Po vypuknutí prusko-rakouské války odešel do Bavorska, poté pracoval jako dělník ve švýcarském Wettvyllu. Roku 1867 se rozhodl opustit Evropu a spolu s bratrem Vojtěchem vycestovat do Spojených států za lepšími pracovními příležitostmi či společenskou svobodou.

### V USA
Po svém příjezdu odešel do Clevelandu v Ohiu, městě s již rozsáhlou českou komunitou, kde se vyučil lakýrníkem. Poté pracoval jako stavební dělník či byl zaměstnán v továrně na zpracování vlny v Rawenscaville ve státu Michigan, posléze se však navrátil do Clevelandu. Díky zdejšímu advokátu J. Sýkorovi se více zapojil se do zdější české spolkové činnosti: byl členem českých krajanských spolků, přispíval do česky psaných periodik Pokrok a Slávie, věnoval se ochotnickému divadlu. Posléze se pohyboval také v Pittsburghu, kde roku 1868 spoluzakládal svobodomyslný krajanský spolek Slavoj.

### VedeníNárodních Novin
Krátce potom také pracoval a žil v New Yorku a v New Jersey, mj. v textilních, tabákových či strojírenských dílnách či jako spolumajitel lahůdkářství spolu s V. Jandusem, rovněž socialistou. Od roku 1870 pak působil jako šéf redaktor Národních novin v Chicagu, ve kterých předtím působil Josef Václav Sládek. Již od prvního jím redigovaného čísla vyhlásil noviny za sociálně demokratické. ze zdravotních důvodů se však své pozice vzdal a roku 1871 se navrátil zpět do New Yorku. Zde ve spojení s Jandusem otevřeli první české knihkupectví v New Yorku a podařilo se jim vydat též jediné číslo krajanského časopisu Lucerna, prvního svého druhu ve městě. Podnik nakonec skončil bankrotem, Palda pak krátce pracoval jako spolumajitel drogerie, posléze se navrátil zpět do Clevelandu. Zde spolu s Františkem Škardou začali roku 1875 vydávat týdeník Dělnické listy, jednoho z prvních socialistických česky psaných periodik v USA, jehož redakce roku 1877 přesídlila do New Yorku. Dělnické listy byly vydávány do roku 1879.
Špatný zdravotní stav se Palda rozhodl léčit v lázních v Karlových Varech, kam roku 1879 odcestoval a patrně zde také navštívil své příbuzné. Po návratu do USA pořádal přednášky, mj. o socialismu a českých zemích. Krátce žil v San Franciscu, poté přesídlil do Cedar Rapids v Iowě, města s výraznou českou základnou, kde se trvaleji usadil a vlastnil zde obchod s doutníky. Byl velmi aktivní v krajanském životě ve městě, mj. spoluzaložením Národního výboru v Cedar Rapids vydávajícího časopis The Bohemian Voice a mapujícího českoamerickou komunitu, dále přispíval např. do Chicagských listů a dalších, zejména česky psaných, novin a časopisů. Již v 80. letech 19. století odmítl radikální pojetí socialismu Marxe a Lassala.

### Úmrtí
Lev J. Palda zemřel 9. června 1913 v Cedar Rapids ve věku 65 let. Dlouhodobě trpěl závažným onemocněním ledvin v době, kdy byl již jeho zdravotní stav velmi vážný, spáchal sebevraždu nadýcháním se svítiplynu v ložnici svého domu.
Byl dvakrát ženatý (první manželka mu zemřela), z obou sňatků vzešlo několik dětí.

## Dílo

### Spisy
- Základové vědomosti
- Dějiny národní jednoty dělnictva
- Komuna pařížská (1885)[5]
- Čechové a jejich zápas za samosprávu (1896)
- O Husovi (1889)
- Čechové a jejich zápas o samosprávu (1886)
- Myšlenky o novém náboženství (1902)
- Vzpomínky z dob minulých